# Henry Amike
Henry Amike (* 4. Oktober 1961) ist ein ehemaliger nigerianischer Leichtathlet, der sich auf den 400-Meter-Hürdenlauf spezialisiert hatte.

## Karriere
Amike belegte im 400-Meter-Hürdenlauf bei den Olympischen Spielen 1984 in Los Angeles den achten Platz. Eine Woche später gewann er bei den Leichtathletik-Afrikameisterschaften in Rabat über dieselbe Distanz die Silbermedaille hinter dem Senegalesen Amadou Dia Ba, der in Los Angeles Fünfter geworden war. Auch bei den Leichtathletik-Afrikameisterschaften 1985 in Kairo musste er sich nur Dia Ba geschlagen geben.
Bei den Panafrikanischen Spielen 1987 in Nairobi gewann Amike die Bronzemedaille und erreichte wenig später bei den Leichtathletik-Weltmeisterschaften in Rom den sechsten Platz. 1988 wurde er bei den Leichtathletik-Afrikameisterschaften in Annaba einmal mehr Zweiter hinter dem siegreichen Amadou Dia Ba. Bei den Olympischen Spielen in Seoul war er Mitglied der nigerianischen 4-mal-400-Meter-Staffel, die dort den siebten Rang belegte.
Bei den Leichtathletik-Afrikameisterschaften 1989 in Lagos gelang Amike vor heimischem Publikum schließlich der Titelgewinn im 400-Meter-Hürdenlauf.